# Gilles Descartes
Gilles Descartes, sieur de Châtillon, mort le 7 décembre 1522, fut maire de Tours en 1522. 

## Biographie
Bourgeois et échevin de Tours, il est maire de Tours en 1522.
Marié à Marie Hubaille, il est l'arrière-grand-père de Joachim Descartes (père de René Descartes et de Pierre Descartes).